# 伊豆大島自動車学校
伊豆大島自動車学校（いずおおしまじどうしゃがっこう）は東京都大島町元町（伊豆大島）にある東京都公安委員会指定の指定自動車教習所。合宿免許（外部の宿舎）、通学、どちらでも教習を受けることが可能。

## 教習車種
- 普通自動車
- 教習車（マツダ・アクセラ）
- 準中型自動車
- ペーパードライバー
- 限定解除

## アクセス
- 大島空港（新中央航空）徒歩1分。
- 元町港・岡田港（東海汽船）の往復送迎。車にて7分。